# Neopitagorismo

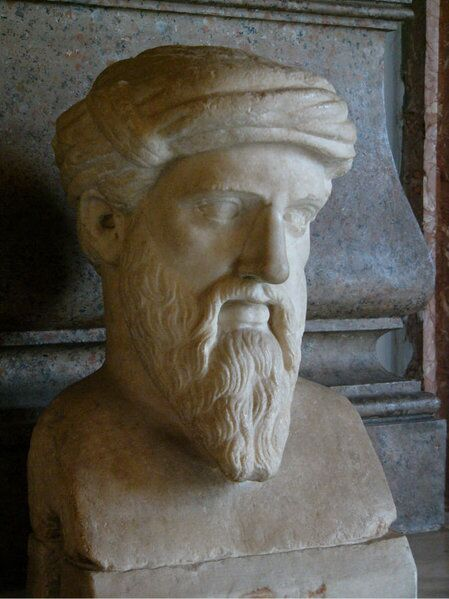
Busto de Pitágoras.

El neopitagorismo, Hermandad Pitagórica o Misterios pitagóricos fue una religión mistérica, escuela filosófica y sociedad secreta seguidora del orfismo  que pretendió revitalizar las enseñanzas de Pitágoras y los pitagóricos entre mediados del siglo I d. C. y el III d. C. y aplicarlas al ámbito del esoterismo.

## Origen
Pitágoras fundó una sociedad ético-religiosa que tuvo su auge sobre todo en la Magna Grecia durante el siglo V a. C. según la cual la sustancia de las cosas se desvanece en número, existe la transmigración de las almas, que son inmortales, y debe practicarse en esta vida un cierto número de normas ascéticas; estas enseñanzas crearon la escuela de los llamados Pitagóricos, pero después desapareció casi completamente en el siglo IV a. C. con el auge de la filosofía clásica en Atenas. Sin embargo, a mediados del siglo I antes de Cristo hubo un movimiento que pretendió restaurar la filosofía, la ética y el misticismo pitagóricos. El primero de estos neopitagóricos fue el filósofo romano Publio Nigidio Fígulo, que vivió en Alejandría a mediados de dicho siglo y fue amigo de Cicerón. Otros romanos siguieron estas ideas, que acaudillaron figuras como Vatinio y los Sextianos; también fue un importante neopitagórico Moderato de Cádiz, pero fue en Alejandría donde se concentraron los filósofos neopitagóricos más activos, prolongándose esta corriente durante el segundo y tercer siglo de la era cristiana y expandiéndose desde allí a todo el Imperio. En Alejandría, además, apareció un conjunto de escritos que se atribuyó a los antiguos pitagóricos, los Versos áureos, así como unas Cartas que se creían escritas por mismo maestro Pitágoras, aunque al parecer éste nunca dejó nada escrito.

## Características

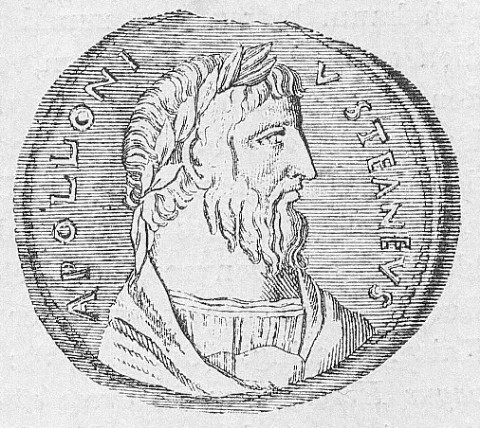
Moneda con la efigie de Apolonio.

El Neopitagorismo se configuró en torno a estas características propias:
- Exaltación de Pitágoras, hasta hacer de él un ser semidivino.
- Sincretismo filosófico, que admitía junto a doctrinas estrictamente pitagóricas teorías de corte platónico, aristotélico y estoico.
- Sincretismo religioso: se admiten en la filosofía neopitagórica principios extraídos de diversas religiones (la egipcia y otras del cercano Oriente).

Los neoplatónicos y los pitagóricos hicieron causa común para oponer su propio sistema de regeneración espiritual al cristianismo y como consecuencia de esto llegaron a una cierta mixtura ecléctica, de forma que ambas doctrinas se interpenetraron, asimilando además otros elementos platónicos, aristotélicos, estoicos y orientales. Tal vez por ello las doctrinas pitagóricas degeneraron con frecuencia en astrología, charlatanismo, superstición, magia y hechicería, y acabaron por atribuirse a las figuras de Pitágoras y Apolonio de Tiana todo tipo de historias fabulosas y leyendas que pretendían hacer de ambas figuras personajes santos, milagreros, prodigiosos y casi fantásticos, como se deja ver en las Vidas que de estos personajes se conservan, por ejemplo la Vida de Apolonio de Filóstrato, escrita con el afán de rivalizar con los Evangelios. El Neopitagorismo, pues, se desfigura y termina por desvanecerse en el Corpus hermeticum de Hermes Trismegisto

## Figuras
Las figuras más importantes de esta filosofía son Publio Nigidio Fígulo, Moderato de Cádiz, Apolonio de Tiana, Nicómaco de Gerasa, Numenio de Apamea y Filóstrato.

## Escritos

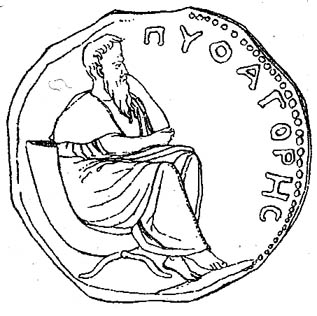
Pitágoras en una moneda.

Fuera de los célebres Versos áureos ya citados, Publio Nifidio Fígulo escribió un De dis (Sobre los dioses) y un De hominum natura (Sobre la naturaleza humana). Apolonio de Tiana escribió una Vida de Pitágoras perdida que sirvió de fuente a las escritas por Porfirio y Jámblico. También un tratado Perí thysión (Sobre los sacrificios), donde defendía una especie de monoteísmo centrado en Helios, con diversas deidades secundarias. Filóstrato de Lemnos dejó un relato sobre la vida de Apolonio por encargo de la mujer del emperador Septimio Severo donde el personaje aparece como un mago semidivino, que algunos filósofos, como Porfirio, contrapusieron a la figura de Cristo. Moderato de Cádiz escribió unas Lecciones pitagóricas en griego de las que quedan importantes fragmentos. Nicómaco de Gerasa (Arabia) escribió una Arithmetiké eisagogé (Introducción aritmética) y una Arithmetiká theologoúmena (Teología aritmética); para él los números traducían exactamente la realidad y los asimiló a las Ideas divinas o arquetipos de las cosas. Numenio de Apamea (Siria) escribió Perí agathoú (Sobre el bien) y Sobre las doctrinas secretas en Platón, muy influido por el Neoplatonismo. Distingue tres dioses: el primero se identifica con el Bien y la Inteligencia sumos; el segundo es aquel del que povienen las Ideas y se identifica con el Demiurgo platónico; el tercero es el mundo creado, Díada, la materia, sometida a la actividad del Demiurgo o segundo dios.
La Vida de Apolonio de Filóstrato, y las cartas escritas al primero fueron publicadas en Philostratus, Opera Omnia (Leipzig, ed. Olearius, 1709); Ibid. (ed. Kayser, 1870-71); los trabajos de Nicómaco de Gerasa están incluidos en Iamblicus, Theologumena Arithmeticœ (ed. Ast, Leipzig, 1817); Zeller, Philosophie der Griechen, III, 2 (3rd ed., Leipzig, 1881), 79 ff.; Newman, Historical Sketches, I (London, 1882), 301 ff.; Turner, History of Philosophy (Boston, 1903), 204 ff.

## Arte e iniciación
No se puede evocar el neopitagorismo sin citar la Basílica neopitagórica de Porta Maggiore en Roma que data del año 50, en los tiempos del emperador Claudio y descubierta en 1915.
Eran los tiempos en que determinadas sectas, alejadas de la religión estatal romana, debían reunirse en secreto, pues no podían practicar sus cultos abiertamente. Por eso, se construyó este edificio subterráneo, con forma de basílica, con tres naves, separadas por pilares que soportan arcos y ábside central, donde se situaba el dios Apolo. Las paredes y bóvedas, revestidas con estuco blanco presentan motivos decorativos que abordan tres temas: la muerte, la salvación de los iniciados y la iniciación. 
El culto pitagórico consistía en purificaciones sucesivas y libaciones, se realizaba un sacrificio antes de participar en una comida común, y finalmente, se hacía una lectura devocional que se complementaba con un sermón. Los pitagóricos se purificaban con agua y acompañaban sus libaciones invocando a Zeus Soter, Heracles y los Dioscuros. La comunidad de Porta Maggiore ofrecía, como la secta de Nigidio Fígulo , sacrificios sangrientos, encontrándose el cuerpo de un perro en el ábside y huesos de cochinillos en el atrio. La regla de los pitagóricos fijaba que el sacrificio fuese el prólogo de una comida en común. En esta comida se prohibían las habas, el pescado y los huevos, pero incluía vino, pan, pasteles , verduras crudas y cocidas, e incluso carne. Después de la comida, el más antiguo miembro de la congregación elegía el texto de la meditación y le pedía el más joven que procediera a su lectura. El grupo que frecuentaba la basílica subterránea de Porta Maggiore aparece así como una comunidad de oración y búsqueda interior.